# Кузьминка (Оренбургская область)
Кузьминка — село в Ташлинском районе Оренбургской области России. Входит в состав Трудового сельсовета.

## География
Село находится в юго-западной части региона, в степной зоне, на берегу реки Кузьминка, вблизи её впадения в Иртек, на расстоянии примерно 15 километров (по прямой) к юг-юго-западу от села Ташлы, административного центра района. Через село проходит автодорога общего пользования регионального значения «Ташла — Раннее» (идентификационный номер 53 ОП РЗ 53К-3111000).

### Климат
Климат характеризуется как резко континентальный, с морозной зимой и жарким сухим летом. Среднегодовая температура составляет 3,6 °C. Абсолютный минимум температуры воздуха самого холодного месяца (января) составляет −42 °C; абсолютный максимум самого тёплого месяца (июля) — 39 °C. Среднегодовое количество атмосферных осадков составляет 350—400 мм, из которых большая часть выпадает в тёплый период года.

## Население
| 2010 |
| ---- |
| 218  |

### Национальный состав
Согласно результатам переписи 2002 года, в национальной структуре населения русские составляли 56 % из 283 человек.

## Инфраструктура
Основа экономики — сельское хозяйство.
В селе есть ФАП

## Транспорт
Село доступно автотранспортом.